# Industrijska četvrt (Osijek)
Industrijska četvrt je površinom najveća gradska četvrt, često ju kolokvijalno nazivaju Inča, Bosutsko naselje ili Mačkamama. Bosutsko naselje zapravo je samo dio Industrijske četvrti od svega nekoliko ulica. Dvorac Mačkamama objekt je nekada u vlasništvu Pauline Caroline Theresie Hermann, a koja je zbog ljubavi prema životinjama te posebice mačkama i velikog broja istih, prozvana Mačkamama. Sam Dvorac Mačkamama jedan je od toponima koji čine identitet grada Osijeka.
Ova gradska četvrt nikada nije opravdavala svoj naziv jer je industrija uglavnom bila vezana za četvrt Donji grad. Nakon Domovinskog rata kada se gase tvornice Svilana, Slavonija i Tekos, ova četvrt uz izuzetak ulice sv. L. B. Mandića i nekoliko okolnih ulica postaje uglavnom rezidencijalna. Četvrti dominiraju obiteljske kuće.
U industrijskoj četvrti nalazi se vrtić Pčelica koji je jedini osječki vrtić s vlastitom kuhinjom, dvije osnovne škole Dobriša Cesarić i August Šenoa, tri srednje škole Građevinsko-geodetska srednja škola, Poljoprivredna i veterinarska škola, Škola primijenjene umjetnosti i dizajna. Tu je smješten i Prosvjetno-kulturni centar Mađara, Centar za odgoj i obrazovanje Ivan Štark i Centar za odgoj djece i mladeži.
Industrijska četvrt pripada župi sv. Josipa Radnika, a u istoimenoj ulici nalazi se i crkva. Najveći Dom umirovljenika u gradu, Dvorac Mačkamama, Dom zdravlja, Veterinarska stanica, stanica za tehnički pregled vozila, trgovački centri Konzum (bivši Mercator), EuroSpin, Metro, Pevex, Avenue Mall, Lidl i Spar (nekad Billa) kao i Retail park Gacka.
Uz sportski aerodrom ovdje je i nogometno igralište NK Mursa, Tenis klub Jezero, Kuća nogometa.
U četvrti je nekoliko restorana između kojih su i restorani brze hrane McDonald's i Domino's. Najveće gradsko groblje, Centralno groblje također se nalazi u Industrijskoj četvrti. Jedan od osječkih parkova za pse smješten je u Drinskoj ulici.
Do 2030. godine u ovoj četvrti trebao bi biti izgrađen novi KBC Osijek, a nedavno su otvoreni Gospodarski centar koji udomljuje sve osječke sajmove i moderni IT park.
Četvrt ima 6920 stanovnika i 2000 kućanstava. Dan četvrti je 1. svibnja, blagdan svetog Josipa Radnika.